# Big Brother Cheng
Pour plus de détails, voir Fiche technique et Distribution.
Big Brother Cheng (大哥成, Dàgē chéng) est un film hongkongais réalisé par Kuei Chih-Hung, sorti en 1975.
C'est la suite du film The Teahouse.

## Synopsis
Chen et son peuple affrontent violeurs, drogues, voleurs et escrocs.

## Fiche technique
- Titre original : 大哥成, Dàgē chéng
- Titre français : Big Brother Cheng
- Réalisation : Kuei Chih-Hung
- Scénario : On Szeto et Chiang Chih-nan
- Société de production : Shaw Brothers
- Pays d'origine : Hong Kong
- Format : Couleurs - 35 mm - 2,35:1 - Mono
- Genre : action, drame
- Durée : 107 minutes
- Date de sortie : 1975

## Distribution
- Chen Kuan-tai : Wang 'Big Brother' Cheng
- Yeh Ling-chih [1]: madame Wang
- Tung Lin : policier
- Wang Yu [1] : Darkie Wen